# 황금카메라상
황금카메라상(프랑스어: Caméra d'Or 카메라도르[*])는 최고의 첫 장편 영화에 주어지는 칸 영화제의 상이다. 1978년에 질 자콥이 만든 상이다.

## 수상작
- 1984년 칸 영화제 - 천국보다 낯선 (영화)
- 1988년 칸 영화제 - 살람 봄베이
- 1990년 칸 영화제 - 얼지마, 죽지마, 부활할 거야
- 1991년 칸 영화제 - 토토의 천국
- 1993년 칸 영화제 - 그린 파파야 향기
- 1995년 칸 영화제 - 하얀 풍선
- 1997년 칸 영화제 - 수자쿠
- 1998년 칸 영화제 - 슬램 (1998년 영화)
- 2000년 칸 영화제 - 취한 말들을 위한 시간
- 2001년 칸 영화제 - 아타나주아
- 2003년 칸 영화제 - 리컨스트럭션
- 2005년 칸 영화제 - 미 앤 유 앤 에브리원
- 2006년 칸 영화제 - 그때 거기 있었습니까?
- 2007년 칸 영화제 - 젤리피쉬 (영화)
- 2008년 칸 영화제 - 헝거 (2008년 영화)
- 2012년 칸 영화제 - 비스트 (2012년 영화)
- 2013년 칸 영화제 - 일로 일로
- 2016년 칸 영화제 - 디빈: 여신들
- 2018년 칸 영화제 - 걸 (2018년 영화)

## 카메라 드오르 - 특별 언급
수상하지는 못했으나 특별 언급을 받은 작품은 아래와 같다.
- 1991년 칸 영화제 - 위험한 선택 (1991년 영화)
- 1995년 칸 영화제 - 데니스는 통화 중
- 2003년 칸 영화제 - 천상의 소녀
- 2007년 칸 영화제 - 컨트롤 (2007년 영화)
- 2009년 칸 영화제 - 아자미